# John P. Buchanan

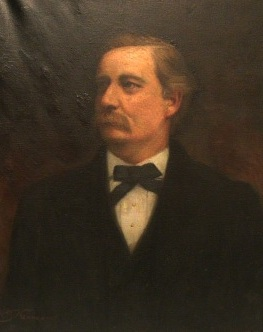
John P. Buchanan

John Price Buchanan (* 24. Oktober 1847 bei Franklin, Williamson County, Tennessee; † 14. Mai 1930 in Murfreesboro, Rutherford County) war ein US-amerikanischer Politiker und der 28. Gouverneur von Tennessee.

## Frühe Jahre und politischer Aufstieg
Der junge John Buchanan nahm ab 1864 als Teenager auf konföderierter Seite am Bürgerkrieg teil. Nach Kriegsende wurde er Farmer. Im Rutherford County baute er sich einen Betrieb auf, der sich vor allem auf Viehhaltung spezialisierte. Im Laufe der Jahre wurde er unter den Farmern populär, weil er sich für ihre Belange einsetzte. Schließlich brachte er es zum Präsidenten der Farmer Alliance of Tennessee, das entspricht in etwa dem Bauernverband Tennessees. Die Farmer hatten ihm bereits 1887 zu einem Sitz im Abgeordnetenhaus von Tennessee verholfen. Für die Gouverneurswahlen von 1890 sorgten sie dafür, dass er die Nominierung der Demokratischen Partei erhielt.

## Gouverneur von Tennessee
Mit Unterstützung seines Farmerverbandes fiel es ihm nicht schwer, die Gouverneurswahlen zu gewinnen. Von seiner Amtszeit (1891–1893) erhofften sich die ländlichen Gegenden und die kleinen Farmer einen Aufschwung. Man sah ihn schon als einen neuen Andrew Jackson oder Andrew Johnson, die sich beide für die Belange der kleinen Farmer eingesetzt hatten.
Buchanan indes konnte diese Erwartungen nicht erfüllen. Zum einen waren zwei Jahre einfach zu kurz, um die großen Vorbilder erreichen zu können, zum anderen hatte er immense innenpolitische Probleme mit streikenden Minenarbeitern im Osten des Landes. Diese sahen ihre Arbeitsplätze durch den Einsatz von Sträflingen in den Kohlebergwerken gefährdet und es kam zu großen Unruhen und Ausschreitungen. Der Gouverneur setzte die Nationalgarde gegen die Streikenden ein, geriet dabei aber in eine Zwickmühle. Einerseits verlangten die Minenbesitzer das Ende der Gewaltausschreitungen, während seine Freunde ein Ende des Verleihsystems von Sträflingen forderten. Sein Verhalten in dieser Angelegenheit kostete ihn die Unterstützung der Demokratischen Partei, die ihn für die Wahlen 1892 nicht mehr nominierte.
Außerdem wurde in seiner Amtszeit das sogenannte Confederate Pension System eingeführt, das die Pensionsansprüche ehemaliger Konföderierter regelte. Buchanan setzte sich auch für die öffentliche Unterstützung der Grundschulen ein. Obwohl Buchanan in seinen zwei Jahren wenig für die Farmer getan hatte, stellten sie ihn 1892 als unabhängigen Kandidaten auf. Diese Independent Party stand der Populist Party nahe, die in jenen Jahren in den ganzen Vereinigten Staaten einen vorübergehenden politischen Aufschwung erlebte, sich dann aber doch nicht gegen die beiden staatstragenden Parteien durchsetzen konnte. Buchanan unterlag bei der Wahl gegen den regulären demokratischen Kandidaten Peter Turney.

## Lebensabend und Tod
Nach dem Ende seiner Amtszeit hat sich Buchanan aus der Politik zurückgezogen. Er kehrte auf seine Farm nach Murfreesboro zurück, wo er am 14. Mai 1930 verstarb.
Er war mit Frances McGill verheiratet, mit der er acht Kinder hatte.
Sein Enkel war der Ökonom und Nobelpreisträger James M. Buchanan (1919–2013).